# Malakai Kainihewe
Malakai Kainihewe (28 juli 1978) is een voormalige Fijisch voetballer die bij voorkeur als verdediger speelt.
Op 11 april 2001 in de uitwedstrijd tegen Samoa maakte Kainihewe zijn debuut voor Fiji voetbalelftal. Hij begon in de basis maar op 85e minuut werd hij gewisseld en Leone Vurukania was invaller. De wedstrijd ging gewonnen met 1-6. Kainihewe heeft 36 wedstrijden gespeeld en 4 doelpunten gescoord voor zijn nationale ploeg.
Kainihewe beëindigde zijn voetbalcarrière in 2014.